# Дюжарден, Шарлотта
Шарло́тта Сью́зан Джейн Дюжарде́н (англ. Charlotte Susan Jane Dujardin; род. 13 июля 1985, Энфилд, Большой Лондон) — британская спортсменка-конник, трёхкратная олимпийская чемпионка, серебряный и двукратный бронзовый призёр Игр. Специализируется на выездке. Командор ордена Британской империи.

## Биография
Имеет галльские корни. Верховой ездой начала заниматься в два года, а в три уже выиграла первые соревнования. Чтобы оплачивать занятия, её мама занялась покупкой и продажей пони.
Участница трёх Олимпиад: 2012, 2016 и 2020 годов. Первый и единственный олимпийский чемпион из Великобритании по личной выездке, самый титулованный британский конник в истории Олимпийских игр.
В 2012 году на Валегро принимала участие в соревнованиях по личной и командной выездке вместе с Карлом Хестером и Лорой Томлинсон, завоевав в обеих дисциплинах золото. По ходу индивидуального турнира обновила олимпийский рекорд.
В 2016 году также на Валегро защитила титул олимпийской чемпионки в личной выездке, а в командных соревнованиях вместе со Спенсером Уилтоном, Фионой Бигвуд и Карлом Хестером стала серебряным призёром, уступив сборной Германии.
В 2021 году вновь приняла участие в личной и командной выездке вместе с Шарлоттой Фрай и Карлом Хестером, завоевав две бронзовые медали. Так как в 2016 году Валегро завершил спортивную карьеру, в Токио Дюжарден выступала на коне Джио.
С апреля 2014 года также выступает на кобыле Маунт Сент-Джон Фристайл. 17 декабря 2014 года на Валегро установила мировой рекорд в выездке — 94,3 %.
Двукратная чемпионка Всемирных конных игр, пятикратная чемпионка Европы по выездке, двукратная победительница финалов Кубка мира по выездке — в 2014-м и 2015 годах.
В 2018 году выпустила книгу «Девушка на танцующей лошади: Шарлотта Дюжарден и Валегро».
23 июля 2024 года Дюжарден отказалась от участия в летних Олимпийских играх 2024 года в Париже в связи с обвинениями в жестоком обращении с лошадьми. Ранее Международная федерация конного спорта временно отстранила Дюжарден. Инцидент связан с публикацией видео 4-летней давности, где Дюжарден хлещет лошадь своего ученика по ногам хлыстом. Дюжарден заявила: «То, что произошло, совершенно не соответствует моему характеру и не отражает того, как я тренирую своих лошадей или тренирую своих учеников, однако этому нет оправдания. Мне очень стыдно, и в тот момент я должна была подать лучший пример». Предварительная дисквалификация останется в силе до завершения разбирательства и в соответствии с дисциплинарными процедурами.